# Estadi Luxemburg-Cents
L'Estadi Luxemburg-Cents és un estadi luxemburguès d'esport al barri Cents de la Ciutat de Luxemburg al sud de Luxemburg. Acull al Football Club RM Hamm Benfica.